# John Deere 2140

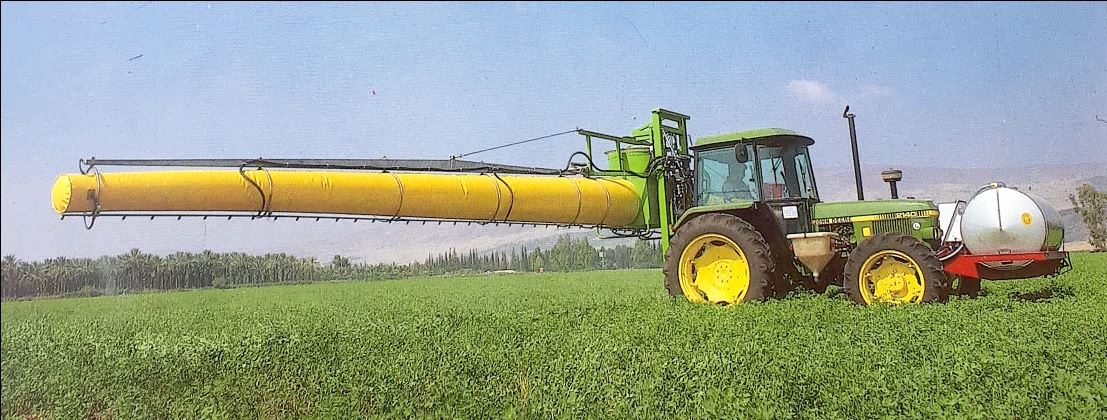
John Deere 2140 y pulverizador de pluma

La línea 40 de John Deere se destacó por ser la primera que suprimió la línea argentina (mix de alemanes y estadounidenses) a favor directamente de la norteamericana y alemana, esta última preponderante en Europa, siendo los mismos productos que se vendían tanto en el país como el Viejo Continente. 
Primeramente importado a principios de la década de 1980' y después tímidamente ensamblado en el país con un número elevado de componentes importados desde Mannheim, Alemania.

## Motor
- Motor: John Deere
- Ciclo: diesel cuatro tiempos, válvulas a la cabeza
- Alimentación: turbocomprimido
- Cilindros: 4
- Cilindrada (cm³): 3920
- Diámetro x Carrera (mm): 106,5 x 110
- Potencia SAE al volante del motor (HP): 90 [61,1 kW]
- Régimen (RPM): 2500
- Torque: 60.7 lb-pie [82.3 Nm]
- Régimen (RPM): 1600
- Sistema de combustible: inyección directa rotativa
- Filtro de aire: tipo seco, con predepurador ciclónico, válvula de descarga automática y luz de advertencia en el tablero.
- Lubricación: circulación forzada, con bomba de engranajes. Elemento filtrante de papel micrónico.
- Refrigeración: agua a presión, por bomba centrífuga. Control de temperatura con termostato.

## Frenos
- Frenos: discos en baño de aceite de accionamiento hidráulico. Circuito con válvula compensadora.
- Freno de estacionamiento: manual con trabas.

## Capacidades
- Tanque de combustible (litros): 102
- Capacidad de aceite (litros): 7,6
- Capacidad líquido de refrigeración (litros): 13
- Capacidad sistema hidráulico, transmisión, diferencial y mando final (litros): 58

## Pesos
Totalmente abastecido, con enganche III puntos, contrapeso líquido y operador
- Con rodado 15,5x38 (Kg): 4160
- Con rodado 18,4x30 (Kg): 4390
- Con rodado 18,4x34 (Kg): 4400